# Сентрал (Теннессі)
Сентрал (англ. Central) — переписна місцевість (CDP) в США, в окрузі Картер штату Теннессі. Населення — 2114 особи (2020).

## Географія
Сентрал розташований за координатами 36°20′1″ пн. ш. 82°17′48″ зх. д. / 36.33361° пн. ш. 82.29667° зх. д. (36.333654, -82.296728).  За даними Бюро перепису населення США в 2010 році переписна місцевість мала площу 9,03 км², з яких 8,98 км² — суходіл та 0,06 км² — водойми.

## Демографія
Згідно з переписом 2010 року, у переписній місцевості мешкало 2279 осіб у 965 домогосподарствах у складі 648 родин. Густота населення становила 252 особи/км².  Було 1091 помешкання (121/км²).
Расовий склад населення:
| - 96,0 % — білих - 0,7 % — чорних або афроамериканців - 0,5 % — азіатів - 0,2 % — корінних американців - 0,1 % — вихідців з тихоокеанських островів |

До двох чи більше рас належало 1,7 %. Частка іспаномовних становила 1,7 % від усіх жителів.
За віковим діапазоном населення розподілялося таким чином: 19,0 % — особи молодші 18 років, 63,4 % — особи у віці 18—64 років, 17,6 % — особи у віці 65 років та старші. Медіана віку мешканця становила 44,1 року. На 100 осіб жіночої статі у переписній місцевості припадало 95,8 чоловіків;  на 100 жінок у віці від 18 років та старших — 97,3 чоловіків також старших 18 років.
Середній дохід на одне домашнє господарство  становив 40 744 долари США (медіана — 26 859), а середній дохід на одну сім'ю — 48 102 долари (медіана — 34 457). Медіана доходів становила 34 737 доларів для чоловіків та 22 656 доларів для жінок. За межею бідності перебувало 27,6 % осіб, у тому числі 41,2 % дітей у віці до 18 років та 13,4 % осіб у віці 65 років та старших.
Цивільне працевлаштоване населення становило 965 осіб. Основні галузі зайнятості: освіта, охорона здоров'я та соціальна допомога — 27,0 %, роздрібна торгівля — 22,0 %, науковці, спеціалісти, менеджери — 12,2 %, виробництво — 9,1 %.